# Isabela (Basilan)
Isabela is de hoofdstad van de Filipijnse provincie Basilan. Bij de laatste census in 2007 had de stad bijna 88 duizend inwoners. Hoewel de provincie Basilan is ingedeeld bij de Autonomous Region in Muslim Mindanao, behoort de stad Isabela tot de regio Zamboanga Peninsula (regio IX)

## Geografie

### Bestuurlijke indeling
Isabela is onderverdeeld in de volgende 45 barangays:
| - Aguada - Balatanay - Baluno - Begang - Binuangan - Busay - Cabunbata - Calvario - Carbon - Diki - Isabela Eastside - Isabela Proper - Dona Ramona T. Alano - Kapatagan Grande - Kaumpurnah Zone I | - Kaumpurnah Zone II - Kaumpurnah Zone III - Kumalarang - La Piedad (Pob.) - Lampinigan - Lanote - Lukbuton - Lumbang - Makiri - Maligue (Lunot) - Marang-marang - Marketsite (Pob.) - Menzi - Panigayan - Panunsulan | - Port Area - Riverside - San Rafael - Santa Barbara - Santa Cruz - Seaside - Sumagdang - Sunrise Village - Tabiawan - Tabuk - Timpul - Kapayawan - Masula - Small Kapatagan - Tampalan |

## Demografie
Isabela City had bij de census van 2007 een inwoneraantal van 87.985 mensen. Dit zijn 14.953 mensen (20,5%) meer dan bij de vorige census van 2000. De gemiddelde jaarlijkse groei komt daarmee uit op 2,60%, hetgeen hoger is dan het landelijk jaarlijks gemiddelde over deze periode (2,04%). Vergeleken met de census van 1995 is het aantal mensen met 19.428 (28,3%) toegenomen.

De bevolkingsdichtheid van Isabela City was ten tijde van de laatste census, met 87.985 inwoners op 223,73 km², 393,3 mensen per km².
Akbar · Al-Barka · Hadji Mohammad Ajul · Hadji Muhtamad · Isabela · Lamitan · Lantawan · Maluso · Sumisip · Tipo-Tipo · Tuburan · Ungkaya Pukan